# Gamma Pavonis
Gamma Pavonis (γ Pav / HD 203608 / HR 8181) es una estrella en la constelación de Pavo de magnitud aparente +4,22. Se encuentra a sólo 30,1 años luz del sistema solar, siendo Gliese 877, a 6,6 años luz, la estrella más cercana a Gamma Pavonis.
Gamma Pavonis es una estrella blanco-amarilla de tipo espectral F8V y 6070 K de temperatura (5796° C). Algunas de sus características físicas son relativamente parecidas a las del Sol: su luminosidad es un 50 % mayor que la solar, su radio es un 10 % más grande que el del Sol y tiene una masa de 0,8 masas solares.
Al igual que nuestra estrella, muestra una baja velocidad de rotación proyectada de 2,4 km/s. Por el contrario, su metalicidad —basada en su abundancia en hierro— parece ser sólo entre un 12 y un 25 % de la solar. Su edad se estima en 7250 ± 70 millones de años, notablemente mayor que la del Sol. Posee un alto momento angular alrededor de la galaxia, lo que ha llevado a pensar que puede ser una vieja estrella del disco galáctico, si bien otros autores la consideran una estrella del disco fino.
Gamma Pavonis muestra un exceso de infrarrojos que se atribuye a la presencia de polvo circunestelar calentado por la propia estrella. Ocupó el número 14 entre las 100 estrellas seleccionadas por el Terrestrial Planet Finder (TPF) para la búsqueda de planetas terrestres.